# Bostrichonema polygoni
Bostrichonema polygoni är en svampart som först beskrevs av Franz Unger, och fick sitt nu gällande namn av Joseph Schröter 1897. Bostrichonema polygoni ingår i släktet Bostrichonema, divisionen sporsäcksvampar och riket svampar.   Inga underarter finns listade i Catalogue of Life.